# Crépuscule des ombres
Pour plus de détails, voir Fiche technique et Distribution.
Crépuscule des ombres (en arabe : غروب الظلال, Ghouroub Edhilal) est un film algérien réalisé par Mohammed Lakhdar-Hamina, sorti en 2014.
Le film est sélectionné comme entrée algérienne pour l'Oscar du meilleur film en langue étrangère lors de la 88e cérémonie des Oscars qui s'est déroulée en 2016.

## Synopsis
Le film se passe pendant la Guerre d'Algérie. Un officier français, convaincu que l’Algérie appartient à la France, se retrouve confronté à un soldat refusant d’exécuter un combattant algérien comme on le lui avait ordonné’’.

## Fiche technique
- Titre français : Crépuscule des ombres
- Réalisation : Mohammed Lakhdar-Hamina
- Scénario : Mohammed Lakhdar-Hamina
- Musique : Vangelis
- Pays d'origine : Algérie
- Genre : drame
- Date de sortie : 2014

## Distribution
- Samir Boitard - Khaled
- Nicolas Bridet - Lambert
- Laurent Hennequin - Commandant Saintenac
- Thierry Neuvic
- Bernard Montiel - Le professeur
- Mehdi Tahmi
- Mehrouane Mansouri
- Meriem Seghirate